# Diecéze tullská
Diecéze tullská (lat. Dioecesis Tutelensis, franc. Diocèse de Tullus) je francouzská římskokatolická diecéze. Leží na území departementu Corrèze, jehož hranice přesně kopíruje. Sídlo biskupství i katedrála Notre-Dame de Tulle se nachází v Tulle. Diecéze tullská je součástí poitierské církevní provincie.
Od 12. prosince 2013 je diecézním biskupem Mons. Francis Victor Bestion.

## Historie
Biskupství bylo v Tulle založeno 11. července 1317. V důsledku konkordátu z roku 1801 byla diecéze zrušena a území bylo včleněno do diecéze limogeské. Diecéze tullská byla obnovena 6. října 1822.
V roce 1962 byl od ledna do srpna arcibiskup Marcel Lefebvre sídelním biskupem diecéze (s osobním titulem arcibiskupa). V srpnu se stal generálním představeným Kongregace Svatého Ducha a jeho nástupcem v řízení diecéze byl jmenován Henri Donze.
Od 8. prosince 2002 je diecéze tullská sufragánem arcidiecéze poitierské.